# Championnats du monde de course en ligne de canoë-kayak de 2009
Navigation
Édition précédente Édition suivante
Les trente-septièmes championnats du monde de course en ligne de canoë-kayak se sont déroulés à Dartmouth (Canada) du 12 août 2009 au 16 août 2009 sur le lac Banook. C'est la seconde fois que la ville canadienne accueillait ces championnats, après les championnats de 1997.

## Épreuves au programme
Lors du congrès annuel de la Fédération internationale de canoë (FIC) à Rome en 2008, un nouveau programme de compétition a été adopté pour les championnats du Monde. Les épreuves de C-4 500m Hommes, K-4 500m Hommes et du K-4 1000m féminin ont été remplacés par des courses de relai en C-1 4 × 200m pour les hommes, et en K-1 4 × 200m pour les hommes et les femmes.
Des épreuves de Handikayak et de canoë féminin étaient également inscrites au programme de ces championnats du monde comme épreuves de démonstration.

## Podiums

### Hommes

#### Canoë
| Épreuves             | Or                                                                                             | Or       | Argent                                                                  | Argent   | Bronze                                                                     | Bronze   |
| -------------------- | ---------------------------------------------------------------------------------------------- | -------- | ----------------------------------------------------------------------- | -------- | -------------------------------------------------------------------------- | -------- |
| C-1 200 m            | Valentyn Demyanenko (AZE)                                                                      | 39.048   | Nikolay Lipkin (RUS)                                                    | 39.234   | Jevgenij Shuklin (LTU)                                                     | 39.978   |
| C-1 500 m            | Dzianis Harazha (BLR)                                                                          | 1:49.723 | Nikolay Lipkin (RUS)                                                    | 1:49.750 | Mathieu Goubel (FRA)                                                       | 1:50.714 |
| C-1 1000 m           | Vadim Menkov (UZB)                                                                             | 3:55.497 | Mathieu Goubel (FRA)                                                    | 3:56.047 | Sebastian Brendel (GER)                                                    | 4:00.215 |
| C-1 relais 4 × 200 m | Russie Yevgeniy Ignatov Nikolay Lipkin Viktor Melantev Ivan Shtyl                              | 2:49.838 | Hongrie Attila Bozsil László Foltán Gábor Horváth Attila Vajda          | 2:51.977 | France Mathieu Goubel Thomas Simart William Tchamba Bertrand Hemonic       | 2:52.455 |
| C-2 200 m            | Lituanie Tomas Gadeikis Raimundas Labuckas                                                     | 36.433   | Russie Yevgeniy Ignatov Ivan Shtyl                                      | 36.753   | Allemagne Stefan Holtz Robert Nuck                                         | 37.085   |
| C-2 500 m            | Allemagne Stefan Holtz Robert Nuck                                                             | 1:41.310 | Russie Yevgeniy Ignatov Ivan Shtyl                                      | 1:41.782 | Azerbaïdjan Sergey Bezugliy Maksim Prokopenko                              | 1:42.660 |
| C-2 1000 m           | Allemagne Erik Leue Tomasz Wylenzek                                                            | 3:37.380 | Azerbaïdjan Sergey Bezugliy Maksim Prokopenko                           | 3:37.462 | Russie Nikolay Lipkin Viktor Melantev                                      | 3:38.758 |
| C-4 200 m            | Biélorussie Aliaksandr Bahdanovich Dzmitry Rabchanka Aliaksandr Vauchetski Dzmitry Vaitsishkin | 34.147   | Russie Aleksandr Kostoglod Nikolay Lipkin Viktor Melantev Sergey Ulegin | 34.499   | Hongrie Attila Bozsil László Foltán Gabor Horvath Gergo Nemeth             | 35.235   |
| C-4 1000 m           | Biélorussie Dzianis Harazha Dzmitry Rabchanka Dzmitry Vaitsishkin Aliaksandr Vauchetski        | 3:21.595 | Allemagne Chris Wend Thomas Lück Erik Rebstock Ronald Verch             | 3:22.141 | Roumanie Catalin Costache Silviu Simioncencu Iosif Chirila Andrei Cuculici | 3:23.733 |

#### Kayak
| Épreuves             | Or                                                                                | Or       | Argent                                                                   | Argent   | Bronze                                                                     | Bronze   |
| -------------------- | --------------------------------------------------------------------------------- | -------- | ------------------------------------------------------------------------ | -------- | -------------------------------------------------------------------------- | -------- |
| K-1 200 m            | Ronald Rauhe (GER)                                                                | 35.134   | Oleg Kharytonov (UKR)                                                    | 35.650   | Artem Kononuk (RUS)                                                        | 35.696   |
| K-1 500 m            | Ronald Rauhe (GER)                                                                | 1:37.605 | Anders Gustafsson (SWE)                                                  | 1:37.679 | Ken Wallace (AUS)                                                          | 1:38.225 |
| K-1 1000 m           | Max Hoff (GER)                                                                    | 3:29.425 | Anders Gustafsson (SWE)                                                  | 3:30.976 | Adam van Koeverden (CAN)                                                   | 3:31.285 |
| K-1 relais 4 × 200 m | Espagne Francisco Llera Saul Craviotto Carlos Perez Ekaitz Saies                  | 2:27.422 | Allemagne Norman Bröckl Jonas Ems Torsten Lubisch Ronald Rauhe           | 2:28.530 | France Guillaume Burger Arnaud Hybois Sébastien Jouve Jean-Baptiste Lutz   | 2:29.614 |
| K-2 200 m            | Biélorussie Vadzim Makhneu Raman Piatrushenka                                     | 32.229   | Espagne Saul Craviotto Carlos Perez                                      | 32.231   | Canada Andrew Willows Richard Dober, Jr.                                   | 32.653   |
| K-2 500 m            | Biélorussie Vadzim Makhneu Raman Piatrushenka                                     | 1:29.408 | Hongrie Zoltan Kammerer Gabor Kucsera                                    | 1:29.695 | Allemagne Hendrick Bertz Marcus Gross                                      | 1:30.372 |
| K-2 1000 m           | Espagne Emilio Merchan Diego Cosgaya                                              | 3:14.610 | Australie David Smith Luke Morrison                                      | 3:15.809 | Cuba Reiner Torres Carlos Montalvo                                         | 3:16.071 |
| K-4 200 m            | Biélorussie Vadzim Makhneu Raman Piatrushenka Dziamyan Turchyn Taras Valko        | 30.412   | Slovaquie Juraj Tarr Erik Vlcek Richard Riszdorfer Michal Riszdorfer     | 30.525   | Russie Alexander Dyachenko Sergey Khovanskiy Stepan Shevchuk Roman Zarubin | 30.608   |
| K-4 1000 m           | Biélorussie Vadzim Makhneu Artur Litvinchuk Raman Piatrushenka Aliaksei Abalmasau | 2:57.437 | France Guillaume Burger Vincent Lecrubier Philippe Colin Sébastien Jouve | 2:58.022 | Slovaquie Juraj Tarr Erik Vlcek Richard Riszdorfer Michal Riszdorfer       | 2:58.593 |

### Femmes

#### Kayak
| Épreuves             | Or                                                                             | Or       | Argent                                                                          | Argent   | Bronze                                                                    | Bronze   |
| -------------------- | ------------------------------------------------------------------------------ | -------- | ------------------------------------------------------------------------------- | -------- | ------------------------------------------------------------------------- | -------- |
| K-1 200 m            | Natasa Janics (HUN)                                                            | 40.866   | Marta Walczykiewicz (POL)                                                       | 41.209   | Anne-Laure Viard (FRA)                                                    | 41.357   |
| K-1 500 m            | Katalin Kovács (HUN)                                                           | 1:51.149 | Katrin Wagner-Augustin (GER)                                                    | 1:51.633 | Josefa Idem (ITA)                                                         | 1:51.860 |
| K-1 1000 m           | Katalin Kovács (HUN)                                                           | 3:59.846 | Franziska Weber (GER)                                                           | 4:00.429 | Bridgette Hartley (RSA)                                                   | 4:00.966 |
| K-1 relais 4 × 200 m | Allemagne Fanny Fischer Nicole Reinhardt Katrin Wagner-Augustin Conny Wassmuth | 2:50.806 | Hongrie Zomilla Hegyi Krisztina Fazekas Natasa Janics Tímea Paksy               | 2:51.756 | Canada Kia Byers Emilie Fournel Genevieve Orton Karen Furneaux            | 2:54.638 |
| K-2 200 m            | Hongrie Natasa Janics Katalin Kovács                                           | 37.508   | Allemagne Fanny Fischer Nicole Reinhardt                                        | 37.682   | Slovaquie Ivana Kmetová Martina Koholová                                  | 37.774   |
| K-2 500 m            | Hongrie Danuta Kozák Gabriella Szabó                                           | 1:41.144 | Allemagne Fanny Fischer Nicole Reinhardt                                        | 1:42.023 | Suède Josefin Nordlöw Sofia Paldanius                                     | 1:42.276 |
| K-2 1000 m           | Pologne Małgorzata Chojnacka Beata Mikolajczyk                                 | 3:40.425 | Allemagne Tina Dietze Carolin Leonhardt                                         | 3:40.502 | Hongrie Dalma Benedek Erika Medveczky                                     | 3:43.020 |
| K-4 200 m            | Allemagne Tina Dietze Carolin Leonhardt Katrin Wagner-Augustin Conny Wassmuth  | 35.049   | Hongrie Krisztina Fazekas Natasa Janics Katalin Kovács Tímea Paksy              | 35.075   | Portugal Beatriz Gomes Helena Rodrigues Teresa Portela Joana Sousa        | 35.657   |
| K-4 500 m            | Hongrie Dalma Benedek Danuta Kozák Natasa Janics Katalin Kovács                | 1:33.090 | Allemagne Tina Dietze Carolin Leonhardt Katrin Wagner-Augustin Nicole Reinhardt | 1:33.094 | Espagne Beatriz Manchón María Teresa Portela Jana Smidakova Sonia Molanes | 1:34.973 |

### Épreuves de démonstration

#### Canoë féminin
| Épreuves  | Or                                  | Or       | Argent                                                       | Argent   | Bronze                                                       | Bronze   |
| --------- | ----------------------------------- | -------- | ------------------------------------------------------------ | -------- | ------------------------------------------------------------ | -------- |
| C-1 200 m | Jenna Marks (CAN)                   | 56.195   | Hannah Menke (USA)                                           | 58.839   | Luciana Costa (BRA)                                          | 1:00.404 |
| C-1 500 m | Nicole Haywood (CAN)                | 2:20.762 | Hannah Menke (USA)                                           | 2:29.630 | Maria Kazakova (RUS)                                         | 2:32.064 |
| C-2 200 m | Canada Maria Halavrezos Jenna Marks | 48.399   | Équateur Maria Belen Ibarra Trivino Mia Cameila Friend Chung | 50.991   | Royaume-Uni Samantha Rippington Lisa Suttle                  | 51.141   |
| C-2 500 m | Canada Maria Halavrezos Jenna Marks | 2:10.625 | Royaume-Uni Samantha Rippington Lisa Suttle                  | 2:18.427 | Équateur Maria Belen Ibarra Trivino Mia Cameila Friend Chung | 2:19.377 |

## Tableau des médailles
Épreuves officielles uniquement.
| Rang  | Nation         | Or | Argent | Bronze | Total |
| ----- | -------------- | -- | ------ | ------ | ----- |
| 1     | Allemagne      | 7  | 8      | 3      | 18    |
| 2     | Biélorussie    | 7  | 0      | 0      | 7     |
| 3     | Hongrie        | 6  | 4      | 2      | 12    |
| 4     | Espagne        | 2  | 1      | 1      | 4     |
| 5     | Russie         | 1  | 5      | 3      | 9     |
| 6     | Azerbaïdjan    | 1  | 1      | 1      | 3     |
| 7     | Pologne        | 1  | 1      | 0      | 2     |
| 8     | Lituanie       | 1  | 0      | 1      | 2     |
| 9     | Ouzbékistan    | 1  | 0      | 0      | 1     |
| 10    | France         | 0  | 2      | 4      | 6     |
| 11    | Suède          | 0  | 2      | 1      | 3     |
| 12    | Slovaquie      | 0  | 1      | 2      | 3     |
| 13    | Australie      | 0  | 1      | 1      | 2     |
| 14    | Ukraine        | 0  | 1      | 0      | 1     |
| 15    | Canada         | 0  | 0      | 3      | 3     |
| 16    | Afrique du Sud | 0  | 0      | 1      | 1     |
| -     | Cuba           | 0  | 0      | 1      | 1     |
| -     | Italie         | 0  | 0      | 1      | 1     |
| -     | Portugal       | 0  | 0      | 1      | 1     |
| -     | Roumanie       | 0  | 0      | 1      | 1     |
| Total | Total          | 27 | 27     | 27     | 81    |

## Nations engagées
68 nations étaient inscrites avant le début de la compétition.Le nombre entre parenthèses correspond aux athlètes engagés par nation (hommes/femmes).
| - ALB (0/2) - ALG (1/0) - ANG (2/0) - ARG (6/2) - ARM (3/0) - AUS (11/7) - AUT (1/3) - AZE (3/0) - BLR (13/1) - BEL (4/0) - BRA (8/6) - BUL (5/0) - CAN (27/16) - CHI (2/0) - COL (0/1) - COK (1/0) - CRO (2/0) | - CUB (6/0) - CZE (10/4) - DEN (9/3) - ECU (1/2) - FIN (1/2) - FRA (16/5) - GER (22/7) - GHA (6/0) - Grande Bretagne (10/9) - GRE (3/1) - GUA (2/0) - HUN (24/9) - IND (6/0) - IRL (4/1) - ISR (1/0) - ITA (13/5) - JPN (10/4) | - KAZ (4/1) - KGZ (1/0) - LAT (5/0) - LTU (8/0) - LUX (2/0) - MAC (3/1) - MEX (8/2) - NED (2/3) - NZL (3/3) - NOR (3/0) - PHI (5/0) - POL (15/8) - POR (4/6) - PUR (4/1) - ROU (17/4) - RUS (36/10) - SEN (1/0) | - SRB (5/5) - SIN (5/6) - SVK (12/2) - SLO (3/2) - RSA (8/1) - ESP (30/10) - SRI (1/0) - SWE (6/5) - SUI (2/0) - TJK (1/0) - THA (1/0) - TUN (1/0) - TUR (8/0) - UKR (18/5) - USA (13/14) - UZB (6/1) - VEN (12/3) |  |

## Sources
- Calendrier prévisionnel 2009-2011 sur le site officiel de l'ICF
- « Site de la compétition »(Archive.org • Wikiwix • Archive.is • Google • Que faire ?) (consulté le 25 mars 2013)